# Jargalant (cheval)
Le Jargalant est une race de chevaux soviétique et mongole, issue de croisements sur le cheval mongol. 

## Histoire
Cette race est développée sous l'Union soviétique, en vue de porter du lourd matériel militaire. L'expérience de création d'une nouvelle race est couronnée de succès, aussi l'idée est reprise par des éleveurs Mongols. 

## Description
Le Jargalant est de relativement grande taille pour un type mongol, soit 1,35  à   1,40 m. 
La tête est étroite, avec un nez de profil romain et des naseaux larges. L'encolure épaisse. Le dos est long et droit. La cage thoracique est bien développée. Les jambes sont musclées.
La crinière et la queue sont clairsemées.
Les robes les plus courantes sont l'alezan et le bai.

## Utilisation
Ces chevaux sont utilisés pour les courses, mais aussi élevés pour leur viande et leur lait. Ils sont croisés avec d'autres souches de chevaux mongols.

## Diffusion de l'élevage
La race est propre à la Mongolie.